# 舘山寺町
舘山寺町（かんざんじちょう）は静岡県浜松市中央区の町名。丁番を持たない単独町名である。住居表示未実施。

## 地理
浜名湖の北東岸の庄内半島に位置し、呉松町の大草山との間に内浦湾を擁する。浜松・浜名湖周辺の観光の拠点となっており、毎年夏には舘山寺温泉灯篭流し花火大会が開催される。東・北で呉松町、南で庄内町・協和町・白洲町・平松町と接する。

### 学区
小学校・中学校の学区は以下の通りである。
- 浜松市立庄内小学校（庄内学園）
- 浜松市立庄内中学校（庄内学園）

## 歴史

### 沿革
- 1889年（明治22年）4月1日 - 町村制の施行により、敷知郡堀江村が周辺の村と合併して敷知郡北庄内村となる[WEB 8]。旧村名は北庄内村の大字として残る[書籍 1]。
- 1896年（明治29年）4月1日 - 郡制の施行により、北庄内村の所属郡が浜名郡に変更となる。
- 1955年（昭和30年）4月1日 – 北庄内村が南庄内村と合併して庄内村となる。
- 1965年（昭和40年）7月1日 – 庄内村が浜松市に編入される。
- 1966年（昭和41年） - 大字堀江の大部分が舘山寺町となる。一部は呉松町や平松町へ編入される。
- 2007年（平成19年）4月1日 - 浜松市が政令指定都市となる。舘山寺町は西区の一部となる。
- 2024年（令和6年）1月1日 - 浜松市の行政区再編により、舘山寺町は中央区の一部となる。

## 施設
- 曹洞宗 秋葉山 舘山寺
- かんざんじロープウェイ
- 浜松市動物園
- 浜松市フラワーパーク
- 浜名湖パルパル
- 浜名湖舘山寺美術博物館
- 浜松市立北庄内幼稚園
- 社会福祉法人庄栄会 幼保連携型認定こども園 舘山寺こども園
- 静岡銀行舘山寺支店
- 遠州信用金庫舘山寺支店
- JAとぴあ浜松舘山寺支店
- 舘山寺郵便局
- セブン-イレブン浜松舘山寺町店
- ファミリーマート浜松舘山寺温泉店
- JA-SS庄内SS（とぴあサービスが運営）

### 交通

#### 索道
かんざんじロープウェイ：かんざんじ（ - 大草山方面）

#### バス
- 遠鉄バス30舘山寺線：（浜松駅 方面 - ）東坊塚 - 動物園 - 浜名湖ベイストリート - ウェルシーズン浜名湖 - 舘山寺温泉 - 舘山寺町 - 舘山寺南 - 馬渡 - 馬渡南（ - 村櫛・浜名湖ガーデンパーク 方面）

#### 道路
- 静岡県道48号舘山寺鹿谷線（舘山寺街道）
- 静岡県道320号引佐舘山寺線
- 静岡県道323号舘山寺弁天島線
- 静岡県道379号浜名湖周遊自転車道線

## その他

### 警察
警察の管轄区域は以下の通りである。
| 番・番地等 | 警察署       | 交番・駐在所 |
| ---------- | ------------ | ------------ |
| 全域       | 浜松西警察署 | 舘山寺町交番 |

### 消防
消防の管轄区域は以下の通りである。
| 番・番地等 | 消防署   | 本署/出張所 |
| ---------- | -------- | ----------- |
| 全域       | 西消防署 | 庄内出張所  |

### 書籍
1. ↑  『浜松市史 三』浜松市役所、1980年3月26日、176頁。

### WEB
1. ↑  “h02_22.csv”.   総務省 (2022年2月10日). 2025年6月5日閲覧。
2. ↑  “chuouku_menseki.xlsx”.   浜松市 (2024年3月12日). 2025年6月5日閲覧。
3. ↑  “静岡県 浜松市中央区 舘山寺町の郵便番号 - 日本郵便”.   日本郵便. 2025年2月15日閲覧。
4. ↑  “市外局番の一覧”.   総務省 (2022年3月1日). 2025年6月5日閲覧。
5. ↑  “事業所案内及び管轄地域（事務所3件、分室3件）”.   一般社団法人静岡県自動車会議所. 2025年6月5日閲覧。
6. ↑  “住居表示実施状況／浜松市”.   浜松市 (2024年1月4日). 2025年6月5日閲覧。
7. ↑  “学校名から探す／浜松市”.   浜松市 (2024年1月1日). 2025年6月5日閲覧。
8. ↑  “historyofcities.pdf”.   静岡県総務部合併推進室・財団法人静岡県市町村振興協会. 2025年6月5日閲覧。
9. ↑  “舘山寺町交番｜静岡県警察”.   静岡県警察 (2024年1月1日). 2025年6月5日閲覧。
10. ↑  “消防署の町別管轄「か」／浜松市”.   浜松市 (2023年4月3日). 2025年6月5日閲覧。